# Dharmakṣema
Dharmakṣema (385-433) was een boeddhistische monnik en geleerde, afkomstig uit centraal-India en vanaf 420/421 in dienst van Juqu Mengxun (r.401-433), heerser van de noordwestelijke Chinese staat Noordelijke Liang. Zijn vertalingen van boeddhistische soetra's vanuit het Sanskriet naar het Chinees hebben een grote invloed gehad op de ontwikkeling van het Mahayanaboeddhisme in China. Als zijn belangrijkste werk geldt de vertaling van de Nirwana soetra ("Mahāparinirvāṇa Sūtra", 大般涅槃經, Daban niepan jing).

## Biografie

### India
Dharmakṣema werd in 385 geboren in Centraal-India. Zijn familie behoorde tot de kaste van de Brahmanen. Hij verloor op zesjarige leeftijd zijn vader en werd op tienjarige leeftijd door zijn moeder, een tapijtweefster, toevertrouwd aan de monnik Dharmayaśas (達摩耶舍, Damoyeshe, ook: Faming 法明). Die gaf hem les in boeddhistische Hīnayāna-teksten. Ook zou hij al vroeg belangstelling hebben gehad voor magie en bezweringsformules (呪, zhou). Dharmakṣema kwam in contact met de dhyāna-meester Withoofd (白頭, Baitou), een aanhanger van het Mahāyānaboeddhisme. Die maakte een grote indruk op Dharmakṣema. Nadat hij van hem een op boomschors geschreven deel uit de Nirwana Soetra had ontvangen, richtte hij zich voortaan op de studie van de Mahāyāna-geschriften. Op twintigjarige leeftijd zou hij in staat zijn geweest om twee miljoen woorden uit de boeddhistische teksten te reciteren. Vanwege zijn vaardigheid bij het gebruik van magische spreuken ontving hij verder als bijnaam "Grootmeester van toverspreuken". (dashenzhou shi, 大神呪師). Hij zou ooit water uit een rots hebben laten stromen, waarmee de plaatselijke vorst zijn dorst kon lessen. Die nam hem in dienst, maar om onduidelijke redenen raakte Dharmakṣema bij hem uit de gratie. Hij vluchtte naar het noorden en nam behalve het eerste deel (twaalf juan) van de Nirwana Soetra, ook twee Vinaya-geschriften mee, de "Bodhisattva Voorschriften Soetra" (Pusa jie jing 菩薩戒經) en het "Bodhisattva Voorschriften Handboek" (Pusa jieben 菩薩戒本). (Patimokkha?).

### Noordelijke Liang

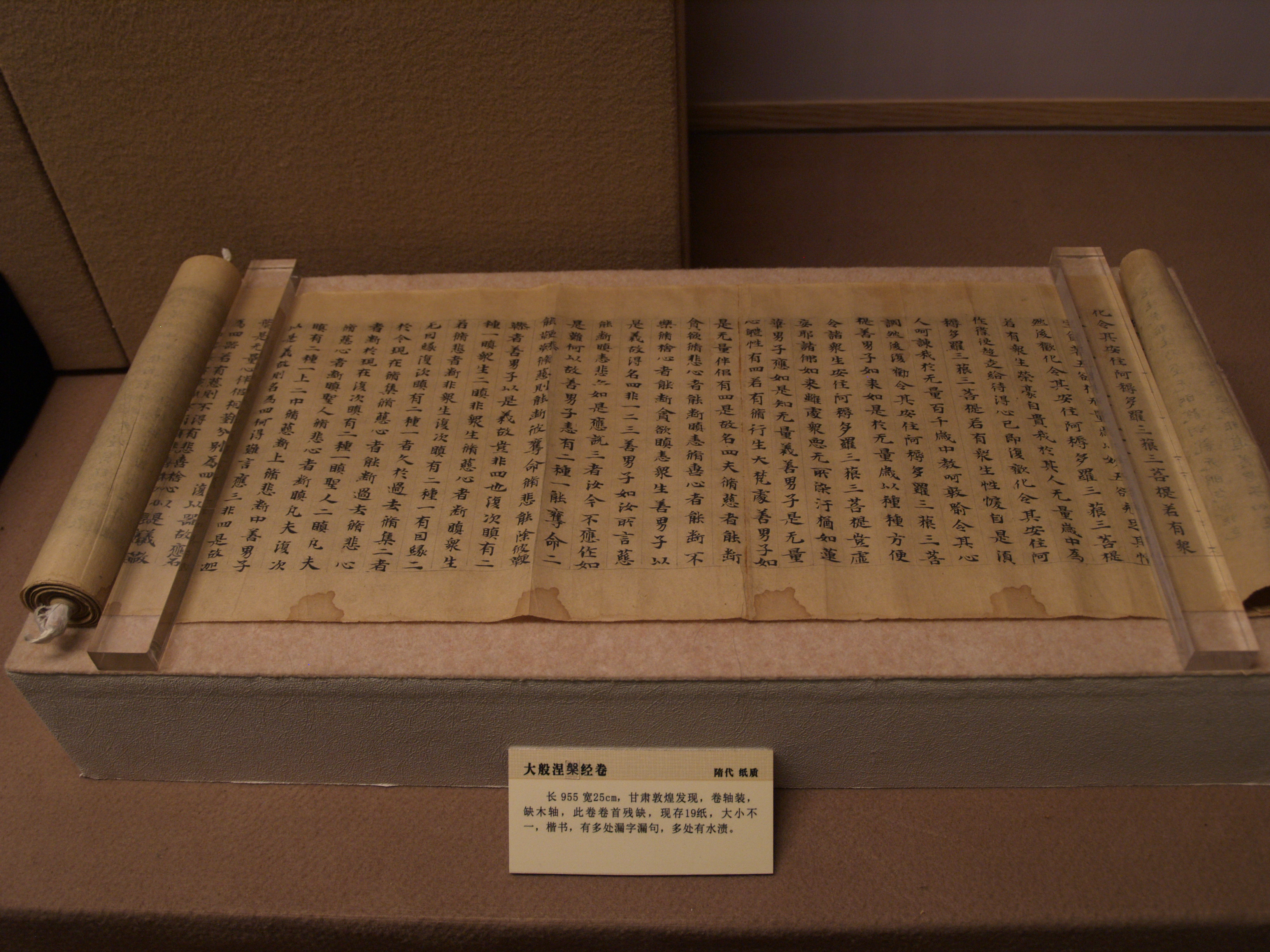
Sui Mahayana Mahaparinirvana Sutra

Volgens Gaoseng zhuan (高僧傳, "Herinneringen van eminente monniken") samengesteld door de monnik Huijiao (慧皎, 497-554) was de bestemming van Dharmakṣema Jibin (罽賓, mogelijk Kasjmir of Gandhāra). Volgens Chu sanzang jiji (出三藏记集, "Optekeningen over de Tripitaka"), samengesteld door de monnik Sengyou (僧祐, 445–518) ging hij echter direct naar de centraal-aziatische oasestad Kucha. Daar bleken de bewoners aanhangers van het Hīnayānaboeddhisme te zijn, die de Mahāyāna-leerstellingen verwierpen. Dharmakṣema trok verder naar Dunhuang waar hij zich een tijdje vestigde. Mogelijk raakte hij zo bekend. Toen de stad in 420/421 werd ingenomen door Juqu Mengxun, heerser van Noordelijke Liang zocht hij expliciet naar Dharmakṣema. Hij nam hem  mee naar Guzong, zijn hoofdstad en bood hem woonruimte aan in zijn paleis. Dharmakṣema zou bij Juqu Mengxun bezweringsformules hebben gebruikt om geesten te verdrijven. Ook verlangde de vorst dat de meegenomen teksten zouden worden vertaald. Dharmakṣema zei dat niet te kunnen, omdat hij het Chinees niet beheerste en er ook geen tolk aanwezig was. Hij studeerde eerst drie jaar Chinees en was daarna in staat de teksten mondeling uit het Sanskriet naar het Chinees te vertalen. Dat gebeurde met de hulp van een "eminente monnik" (宗匠, zongjiang) genaamd Huilang (慧朗, of Huisong 慧嵩?), die de vertalingen opschreef. Er wordt in dat kader ook een monnik Daolang (道朗) genoemd, het is onduidelijk of het hier om een of om twee verschillende personen gaat. Omdat Dharmakṣema van de "Nirwana Soetra" slechts het begin had meegebracht, wilde hij "naar huis terugkeren" (fanguo, (返國, India of centraal-Azië) om daar het restant te zoeken. Omdat zijn moeder ondertussen was overleden, bleef hij daar meer dan een jaar. Op zijn terugreis vond hij in Khotan meer materiaal en kon zo na zijn terugkeer in Guzang de vertaling voortzetten. Hij breidde zijn vertaling van de "Nirwana Soetra" uit van 12 naar 36 juan.

### Executie in 433
De omstandigheden rond zijn dood zijn onduidelijk. Volgens de biografie van Dharmakṣema in Chu sanzang jiji hoorde keizer Taiwu van de Noordelijke Wei dat Dharmakṣema kennis bezat over magische bezweringsformules. Omdat Juqu Mengxun zijn vazal was, eiste hij van hem dat Dharmakṣema naar Wei moest worden gestuurd. Toen hij bij weigering dreigde een leger te sturen, liet Juqu Mengxun Dharmakṣema vermoorden, zodat zijn tegenstander hem niet voor zijn plannen kon gebruiken. De moord zou plaats hebben gevonden op 40 li afstand van Guzang, toen Dharmakṣema onderweg was om weer een nieuw gedeelte van de oorspronkelijke "Nirwana soetra" te zoeken.

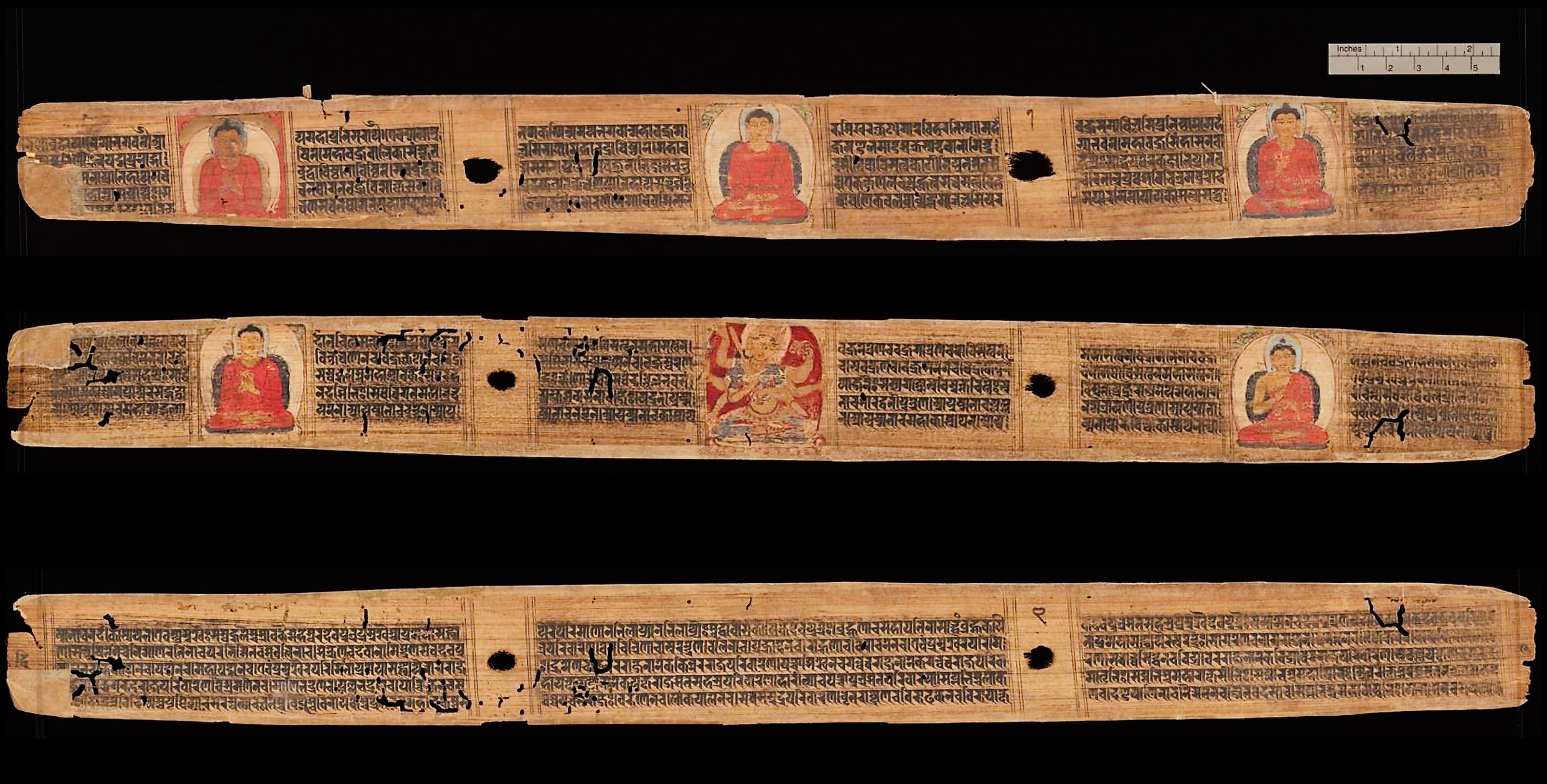
Voorbeeld van dharāṇis afkomstig van het Pancaraksa-manuscript uit de achtste eeuw met mantra's over magie, geluk en hemelse rituelen

Uit juan 99 van het Boek van de Wei komt een ander beeld van Dharmakṣema naar voren. Hij wordt beschreven als een losbandige monnik en een wonderdoener, die met bezweringen demonen beheerste, de toekomst voorspelde, ziektes genas en zo de koning diende als adviseur. Ook zou hij een meester in seksuele technieken zijn geweest. Hij was niet uit centraal-India afkomstig, maar uit Kasjmir. Voor zijn aankomst in Guzang was hij eerst in Shanshan geweest, waar hij Mantoutuolin (曼頭陀林), een zuster van de koning had verleid. Hij kon dit doen omdat hij in staat was geesten voor medische doeleinden in te zetten en het vermogen had om de vruchtbaarheid van vrouwen te  vergroten. Toen de koning hiervan hoorde, vluchtte Dharmakṣema naar Guzang, waar hij door Juqu Mengxun werd ontvangen. Hij beheerste de techniek van het maken van magische mantra's (dharāṇis) en deed toekomstvoorspellingen over de politieke situatie in buurlanden. Juqu Mengxun vroeg hem daarom voortdurend om advies. Ook in Guzang gebruikte hij zijn talenten om vrouwen in seksuele technieken te onderrichten. Onder hen bevonden zich leden van het Juqu-koninklijk huis. Keizer Taiwu van de Noordelijke Wei wilde klaarblijkelijk meer weten over die technieken en vroeg zijn vazal Juqu Mengxun om Dharmakṣema naar hem toe te sturen. Toen Juqu Mengxun dat weigerde, maakte de keizer de geheime activiteiten van Dharmakṣema aan hem bekend. Juqu Mengxun ontstak in woede en executeerde Dharmakṣema na hem eerst te hebben gemarteld (Kaoxun shazhi, 拷訊殺之, "marteling en moord"). Dit gebeurde in 433, Dharmakṣema was toen 49 jaar.

## Vertalingen
In Chu sanzang jiji (出三藏记集, "Optekeningen over de Tripitaka") worden de volgende twaalf vertalingen genoemd (T betekent opgenomen in de Chinese boeddhistische canon Dazheng Xinxiu Dazangjing 大正新脩大藏經, Taishō Tripiṭaka):
- (1) De belangrijkste vertaling was die van de "Nirwana soetra" (Daban niepan jing, 大般涅槃經, [the Great Nirvāṇa Sūtra], "Mahāparinirvāṇa Sūtra", T374), in 36 juan. Deze vertaling had grote invloed op het Mahayanaboeddhisme in China door de introductie van het idee dat alle wezens begiftigd waren met de "Boeddhanatuur" (佛性, foxing) en dus verlichting kunnen bereiken.
- (2) "Grote Verzamelingssoetra" (Da fangdeng daji jing, 大方等大集經, "Mahāsaṃnipāta Sūtra", [the Sūtra of the Vaipulya Great Assembly], T397). De vertaling van Dharmakṣema had als titel Fangdeng daji jing (方等大集經) en bevatte 12 hoofdstukken in 29 juan:
  - (1) Yingluo pin 瓔珞品, hoofdstuk van de guirlande (boeddhistisch ornament).
  - (2) Tuoluoni zizai wang pusa pin 陀羅尼自在王菩薩品, Dharani van "zizai wang Bodhisattva" (Vairocana, de Boeddha van de Hoogste Verlichting).
  - (3) Bao nü pin 寶女品, hoofdstuk van de edele dame (een van de zeven schatten van de "cakravartin"?)
  - (4) Bu xuan pusa pin 不眴菩薩品, hoofdstuk van de ogen die niet knipperen, de Bodhisattva Avalokitesvara (beschrijven een geconcentreerde blik en een vastberaden uitdrukking).
  - (5) Hai hui pusa pin 海慧菩薩品, hoofdstuk over de Bodhisattva van de oceaanwijsheid (diepe, inzichtelijke kennis, zoals de uitgestrektheid en diepte van de oceaan).
  - (6) Wuyan pusa pin 無言菩薩品, hoofdstuk van de spraakloze Bodhisattva.
  - (7) Buke shuo pusa pin 不可說菩薩品, hoofdstuk van de onuitlegbare bodhisattva.
  - (8) Xukong zang pusa pin 虛空藏菩薩品, hoofdstuk over Akasagarbha Bodhisattva (vernoemd naar zijn wijsheid, verdiensten en rijkdom, die zo groot zijn als de hemel).
  - (9) Bao chuang fen di jiu moku pin 寶幢分第九魔苦, het negende demonische lijden in het Juwelenvlaggedeelte (verwijst naar het lijden veroorzaakt door de negende demonische obstructie beschreven in het Juwelenvlaggedeelte, dat is een hoofdstuk in de Grote Wijsheidsverhandeling dat specifiek de verschillende obstakels bespreekt die beoefenaars tegenkomen op hun spirituele weg).
  - (10) Xukong mu pin 虛空目品, hoofdstuk van de lege ogen (de geestestoestand die is uitgestegen tot boven de beperkingen van de gewone waarneming en gehechtheid aan fysieke vormen of verschijningen).
  - (11) Baoji pusa pin 寶髻菩薩品, hoofdstuk van de Boeddha met een stralenkroon bezaaid met juwelen, ratnaśikhī रत्नशिखिन्, (Baoji rulai 寶髻如來)
  - (12) Wujinyi pusa pin 無盡意菩薩品, hoofdstuk over Aksayamati Bodhisattva, Akṣayamatinirdeśa sūtra
- (3) "Schatkamer van de leegte" (Fangdengwang xukongzang jing, 方等王虛空藏經, [the Sūtra of the King of Vaipulya and the Chamber of Space]), 5 juan. Dit is feitelijk het achtste hoofdstuk van Da fangdeng daji jing, gaat over een biechtmethode. (Ākāśagarbha-nirdeśa 虛空藏品 ?)
- (4) "Grote wolksoetra" (Da fangdeng Dayun jing, 大方等大雲經, "Mahāmegha Sūtra", [the Sūtra of the Vaipulya Great Cloud], T387), 4 juan.
- (5) "Soetra van de Lotus van mededogen" (Beihua jing, 悲華經, "Karuṇāpuṇḍarīka sūtra", [the Sūtra of Flower with Compassion], T157), 10 juan, beschrijft de verheffende daden van de Boeddha tijdens zijn vorige levens.
- (6) "Soetra van het Gouden Licht" (Jinguangming jing, 金光明經, [the Golden Light Sūtra], "Suvarṇaprabhāsauttamarāja Sūtra", T663), 4 juan, over een andere biechtmethode en over een offer van de Boeddha in een vorig leven.
- (7) "Soetra van de Drakenkoning van de oceaan" ((Fo Shuo) Hailongwang jing, 佛說海龍王經, "Sāgaranāgarājaparipṛcchā", [the Sūtra of the King of Marine Dragons], T598), 4 juan. Verwijzing naar een nāga, die in het boeddhisme wordt vereerd als beschermers van de Dharma en vaak in tempels wordt afgebeeld (fo shuo, "buddhavacana", zoals de Boeddha heeft gezegd).
- (8) "Soetra over de naleving van de Bodhisattva-voorschriften" (Pusa xingchi jing, 菩薩地持經, "Bodhisattvabhūmi sūtra", [the Sūtra of Stages of Bodhisattvas], T1581), 8 juan, over de te volgen stappen op het pad naar een Bodhisattva (Beschrijft de liturgie bij een bodhisattva-wijding, voorschriften hoe zich te gedragen en aansporing tot zelfopoffering sheshen, 捨身).
- (9) "Handleiding voor de Bodhisattva-voorschriften" (Pusajie ben, 菩薩戒本,[the Text on Precepts of Bodhisattvas], "bodhisattva-śīla"? of "bodhisattva-saṃvāra"?, T1500), 1 juan (Voorschriften, jielu (戒律) voor hen die de Bodhisattva-gelofte hebben afgelegd om ze zo te begeleiden bij het ontwikkelen van mededogen ten behoeve van alle wezens).
- (10) "Soetra over de voorschriften voor Upāsaka" (Youposai jie jing, 優婆塞戒經, [Upasaka’s Precepts], "Upāsakaśīla sūtra", T1488), 7 juan, voorschriften voor de Upāsaka, de lekenboeddhisten.
- (11) "Soetra over de Bodhisattva-voorschriften" (Pusajie jing, 菩薩戒經, [the Sūtra of Precepts of Bodhisattvas], "Bodhisattvabhūmi"?), 8 juan (voorschriften voor degenen die ernaar streven een Bodhisattva te worden, een leidraad voor hun gedrag en hun ontwikkeling van deugden en wijsheid op hun pad).
- (12) "Verhandeling over de Bodhisattva-voorschriften voor Upasāka" (Pusajie youposai jietan wen, 菩薩戒優婆塞戒壇文, [the Treatise on Precepts of Bodhisattvas and Upasakas]), 1 juan (Een tekst die lekengelovigen instrueert over hoe ze de bodhisattva-voorschriften moeten naleven, met inbegrip van de procedures, de inhoud van de voorschriften en de houdingen en gedragsnormen die de ontvangers moeten aannemen).

## Geraadpleegde literatuur
- "Dharmakṣema" in: Buswell Jr., Robert E. en Donald S. Lopez Jr., The Princeton Dictionary of Buddhism, Princeton (Princeton University Press) 2014, ISBN 978-0-691-15786-3, pp.247-248.
- Chen Jinhua, "The Indian Buddhist Missionary Dharmakṣema (385-433). A New Dating of His Arrival in Guzang and of His Translations" in: T'oung Pao, 90 (2004), pp.215-263.
- Hodge, Stephen. "The Mahāyāna Mahāparinirvāṇa-Sūtra. The Text and Its Transmission" (Corrected and revised version of a paper presented in July 2010 at the Second International Workshop on the Mahāparinirvāṇa-sūtra held at Munich University, 2012).
- (fr) Hureau, Sylvie, "Dharmakṣema 曇無讖 ou 曇摩讖 (385-433). Moine bouddhiste. Traducteur" in: Martin, François en Damien Chaussende, Dictionnaire biographique du haut Moyen Âge chinois. Culture, politique et religion de la fin des Han à la veille des Tang (IIIe – VIe siècles), Parijs (Les Belles Lettres) 2020, ISBN 978-2-251-45063-6, pp.123-124.
- Li Zijie, "A Study of the Early-Stage Translations of Foxing 佛性 in Chinese Buddhism. The Da Banniepan Jing 大般涅槃經 Trans. Dharmakṣema and the Da Fangdeng Rulaizang Jing 大方等如來藏經 Trans. Buddhabhadra", in Religions 13 (2022) (619), 25 pp.

Op pp.2-3 staat de lijst van vertalingen door Dharmakṣema.